# Щасливого Різдва (фільм, 2019)
«Щасливого Різдва» (англ. Last Christmas) — американо-британський романтичний драмедійний фільм режисера Пола Фейґа за сценарієм Брьоні Кіммінґса та Емми Томпсон. Фільм натхненний славетним хітом Джорджа Майкла «Last Christmas».
Прем'єра в Україні відбулася 1 січня 2020 року.

## Сюжет
Катаріна «Кейт» Андрич, молода трохи зарозуміла дівчина, донька емігрантів у Лондоні, працює у цілорічному різдвяному магазині, але незадоволена своїм станом і мріє про кар'єру співачки. Перебуваючи на роботі, вона знайомиться з молодим чоловіком Томом, чия життєва мудрість полягає в тому, щоб шукати те, що інші рідко помічають.
Провівши деякий час із Томом, Кейт починає робити невеликі кроки, щоб покращити своє життя і робити добро іншим.

## У ролях
| Актор              | Роль               |
| ------------------ | ------------------ |
| Емілія Кларк       | Кейт               |
| Медісон Інгольдсбі | молода Кейт        |
| Генрі Голдінг      | Том                |
| Мішель Єо          | «Санта»            |
| Емма Томпсон       | Петра              |
| Ребекка Рут        | лікар Аддіс        |
| Лидія Леонард      | Матра              |
| Люсі Міллер        | молода Матра       |
| Патті Люпоне       | Джойс              |
| Інгрід Олівер      | поліціянтка Кроулі |
| Роб Делані         | Директор театру    |
| Пітер Серафінович  | Продюсер театру    |
| Пітер Мігінд       | «Хлопчик»          |
| Ендрю Ріджлі       | камео              |
| Ріту Арʼя          | Дженна             |
| Максим Болдрі      | Ед                 |

## Критика
Незважаючи на стриману оцінку критиків фільм успішно вийшов у прокат (при бюджеті в 25 мільйонів доларів загальносвітові збори склали понад 123 мільйони). Rotten Tomatoes дав оцінку 46 % на основі 212 відгуків від критиків і 81 % від більш ніж 5000 глядачів.